# 린 콜린스
비올라 린 콜린스(영어: Viola Lynn Collins, 1977년 5월 16일 ~ )는 미국의 배우이다. 영화 《엑스맨 탄생: 울버린》과 《존 카터: 바숨 전쟁의 서막》에 출연했다.

## 출연 작품
- 베니스의 상인 - 포시아 역
- 림 오브 더 월드